# Doris Hädrich-Eichhorn
Doris Hädrich-Eichhorn (geboren in Saalfeld) ist eine deutsche Opernsängerin (Mezzosopran).

## Leben
Sie studierte Gesang an der Hochschule für Musik und Theater „Felix Mendelssohn Bartholdy“ Leipzig.
Im Jahr 1979 wurde sie als Ensemblemitglied am Theater Greifswald engagiert, das nach einer Fusion im Jahr 1994 im Theater Vorpommern aufging. Zu ihrem Repertoire gehören Partien des Mezzofaches wie Carmen, Rosina aus Der Barbier von Sevilla, Cherubin in Figaros Hochzeit und Vera Boronel in The Consul.
Sie sang neben Opernrollen auch Partien im Musical-, Operetten- und Konzertbereich, wie die Hauptrolle in Evita, Fräulein Kost in Cabaret, Aldonza in Der Mann von La Mancha, Iduna in Das Feuerwerk, die Mutter in Hänsel und Gretel und Hanna Glawari in Die lustige Witwe. Im Rahmen der Ostseefestspiele 2007 spielte sie die Muse in Hoffmanns Erzählungen.
In der Spielzeit 2016/2017 am Theater Vorpommern wirkte sie in den Inszenierungen Sternstunden des Musicals 2 und Sternstunden des Musicals 3, als Wilhelmine Kuhbrot in Der Vetter aus Dingsda , als Ulrica in Ein Maskenball, Marthe in Margarethe, Lady Beaconsfield in Jekyll & Hyde mit.